# دهشال
دهشال، روستایی از توابع بخش مرکزی شهرستان آستانه اشرفیه در استان گیلان ایران است.
این روستا با داشتن طبیعتی بکر و چشم نواز و وجود بقعه ای واجب الاحترام ، بعنوان قطب تولید برنج مرغوب و درجه یک در شهرستان آستانه اشرفیه می باشد.
پسوند مردمان اصیل این روستا دهِ:شالی می باشد که با کشاورزی و برنج اجین گشته است.
نام رؤسای شورای اسلامی از زمان تشکیل شوراها در سال 1376
دوره اول:  آقای حسن فلاحی
دوره دوم آقای: حسن فلاحی
دوره سوم :آقای سیدمهدی میرخوش برش
دوره چهارم : آقای محمد علی زاده-آقای سیدمهدی میرخوش برش- آقای حمید محمدی
دوره پنجم : آقای حسن فلاحی-آقای علی ابراهیم دوست
دوره ششم: برگزار نشده...

## جمعیت
این روستا در دهستان دهشال قرار دارد و براساس سرشماری مرکز آمار ایران در سال ۱۳۸۵، جمعیت آن ۶۹۵ نفر (۲۲۹خانوار) بوده‌است.